# Núc nác
Núc nác hay còn gọi nam hoàng bá, hoàng bá nam, mộc hồ điệp, ngọc hồ điệp, vân cố chỉ, bạch ngọc chỉ (danh pháp khoa học: Oroxylum indicum) là một loài thực vật có hoa trong họ Chùm ớt (Bignoniaceae).
Loài này được Carl Linnaeus mô tả khoa học đầu tiên năm 1753 dưới danh pháp Bignonia indica. Năm 1808, Étienne Pierre Ventenat lập ra chi Oroxylum và gán Bignonia indica sang chi này, nhưng không lập ra tổ hợp tên gọi mới (comb. nov. O. indicum) nên danh pháp Oroxylum indicum Vent., 1808 là không hợp lệ (nom. inval.). Năm 1877 Wilhelm Sulpiz Kurz chuyển nó sang chi Oroxylum. Loài hoa này có nói trong trò chơi " Rồng rắn lên mây " nổi tiếng ở Việt Nam.

## Mô tả cây
Cây cao 7 – 10 m, thân nhẵn ít phân nhánh, có nhiều sẹo lá, vỏ màu xám, bẻ ra có màu vàng.
Lá kép lông chim hai lần, dài tới 1.5m.
Hoa màu đỏ tím to, mọc thành chùm ở đầu cành.
Quả nang to, dẹp, dài tới 80 cm, rộng 5 – 7 cm.
Hạt dẹt có cánh mỏng màu trắng ngà.

## Phân bố sinh thái
Cây mọc hoang ở miền núi, nhiều nơi trồng làm cảnh

## Bộ phận dùng
Vỏ thân, hạt(Mộc hồ điệp)

## Tác dụng, công dụng và cách dùng
Flavonoid trong núc nác có tác dụng kháng khuẩn, kháng viêm, chống dị ứng, làm giảm tính thấm của màng mao mạch.
Vỏ chữa bệnh ngoài da, bệnh sởi và kiết lỵ.
Hạt chữa ho lâu ngày, viêm khí quản, đau dạ dày.

## Chế phẩm
Nunacin(Viên nén), Oroxin